# Бобейка
Бобейка (рум. Bobeica) — село в Хынчештском районе Молдавии. Является административным центром коммуны Бобейка, включающей также сёла Дахнович и Драгушены.

## География
Село расположено на высоте 189 метров над уровнем моря.

## Население
По данным переписи населения 2004 года, в селе Бобейка проживает 675 человек (330 мужчин, 345 женщин).
Этнический состав села:
| Национальность | Число жителей | Процентный состав |
| -------------- | ------------- | ----------------- |
| молдаване      | 667           | 98.81             |
| румыны         | 4             | 0.59              |
| русские        | 3             | 0.44              |
| украинцы       | 1             | 0.15              |
| Всего          | 675           | 100 %             |